# Albrecht Altdorfer
 Albrecht Altdorfer  (ur. ok. 1480 w Ratyzbonie, zm. 12 lutego 1538 tamże) – niemiecki malarz, grafik i architekt, którego twórczość „pogrążona jest głęboko w klimacie renesansowego naturalizmu”. Zyskał sławę szczególnie jako malarz krajobrazów – stworzył pierwsze w sztuce nowożytnej obrazy, których tematem jest wyłącznie (lub prawie wyłącznie) pejzaż. 
Geneza jego malarstwa nie jest jasna. Niektórzy wywodzą ją z malarstwa miniaturowego ze względu na precyzję rysowania drobnych form. Jednak przeczy temu bardzo śmiały sposób komponowania, dla którego trudno znaleźć pierwowzory. Altdorfer jest najwybitniejszym przedstawicielem tzw. szkoły naddunajskiej. Pejzaż na jego obrazach często posiada elementy bajkowości, poetyckości, jest traktowany w sposób romantyczny. Czasem pojawia się w nim sztafaż figuralny lub elementy alegoryczne. J. Woźniakowski mówi o Altdorferze, że był „zapewne pierwszym malarzem, który podróżował tylko w tym celu, by zbierać motywy krajobrazowe [...], i pierwszym, który stworzył obraz sztalugowy z «czystym» pejzażem”.  W kategorii krajobrazu panoramicznego Altdorfer stworzył jeden z najsłynniejszych widoków pejzażowych, a i swoje najwybitniejsze dzieło, Bitwę Aleksandra Wielkiego z Persami pod Issos (ukończoną w 1529).

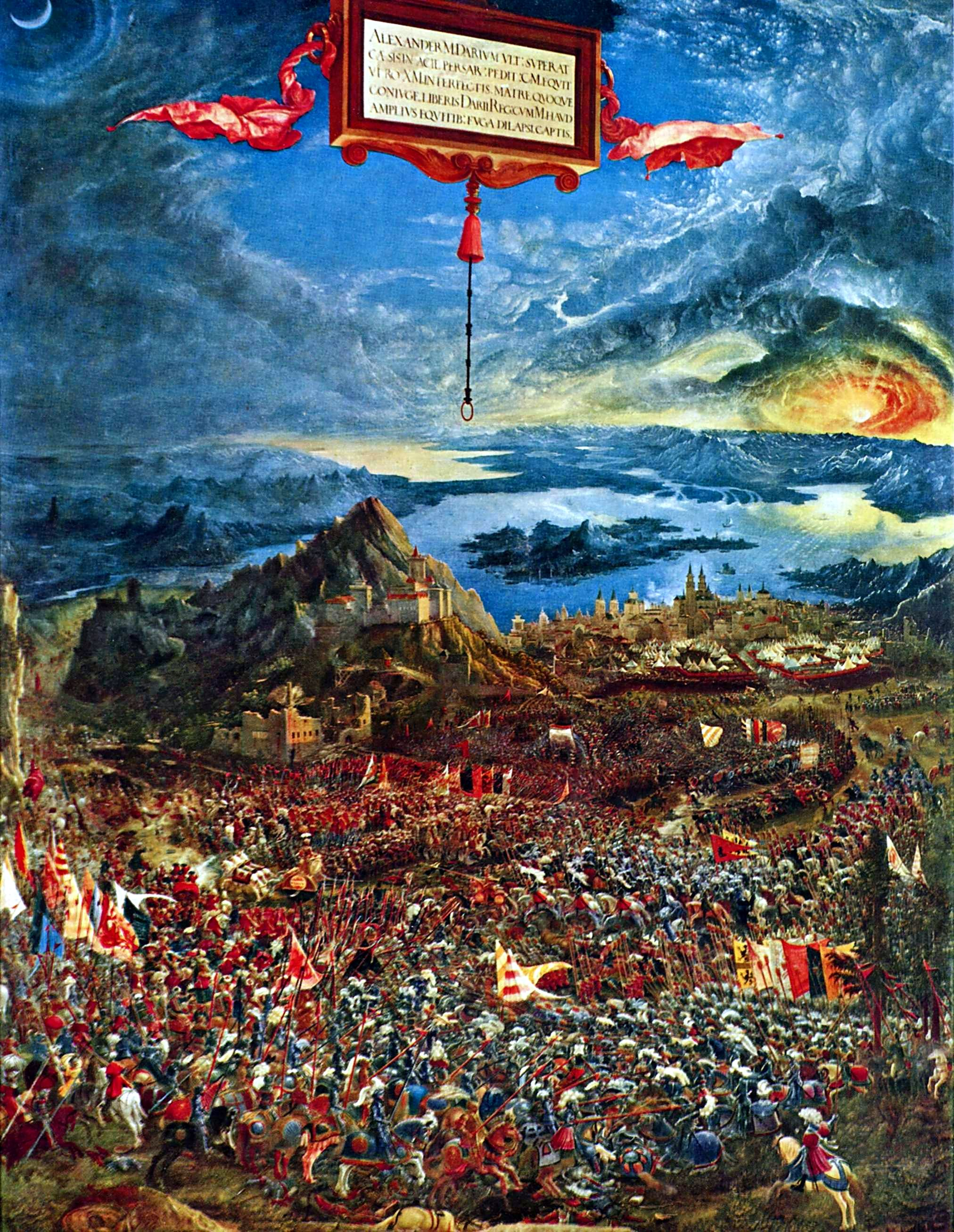
Bitwa Aleksandra Wielkiego z Persami pod Issos (1529; 158 × 120 cm; olej na drewnie)

Ponadto dzieła Altdorfera mają tematykę religijną, biblijną i historyczną. W zakresie malarstwa ołtarzowego do jego najwybitniejszych dzieł należą obrazy do ołtarza św. Floriana (St. Floriansaltar), obecnie rozproszone po różnych muzeach. Pod koniec życia, jako architekt miejski (Stadtbaumeister) Ratyzbony i radny, podjął się też zleceń architektonicznych i dekoratorskich, do których należały freski w ówczesnym pałacu arcybiskupim, do dziś zachowane jedynie w muzealnych fragmentach.

## Dzieła (wybór)
- Święty Jerzy w lesie, ok. 1510, Stara Pinakoteka, Monachium
- Odpoczynek podczas ucieczki do Egiptu, 1510, Galeria Malarstwa, Berlin
- Ukrzyżowanie, 1512, Gemäldegalerie, Kassel
- Boże narodzenie, ok. 1513, Staatliche Museen, Berlin
- Męczeństwo św. Floriana, między 1510 a 1519, Muzeum Narodowe, Praga
- Męczeństwo św. Sebastiana, (fragment ołtarza), ok. 1509-1516, Klasztor św. Floriana, Linz
- Zmartwychwstanie, ok. 1516, Muzeum Historii Sztuki w Wiedniu, Wiedeń
- Złożenie Chrystusa do grobu, (fragmenty ołtarza), 1518, Muzeum Historii Sztuki, Wiedeń
- Narodziny Marii, ok. 1520, Stara Pinakoteka, Monachium
- Krajobraz naddunajski z zamkiem Worth, 1522,  Stara Pinakoteka, Monachium
- Zuzanna w kąpieli (lub Zuzanna i starcy), ok. 1526, Stara Pinakoteka, Monachium
- Golgota, 1526, Germańskie Muzeum Narodowe, Norymberga
- Bitwa Aleksandra Wielkiego z Dariuszem III pod Issos, 1528–1529, Stara Pinakoteka, Monachium
- Pożegnanie Chrystusa z Matką, 1529, National Gallery w Londynie
- Męczeństwo św. Floriana, 1530, Galeria Uffizi, Florencja